# Ophionephthys difficilis
Ophionephthys difficilis är en ormstjärneart som först beskrevs av Duncan 1887.  Ophionephthys difficilis ingår i släktet Ophionephthys och familjen trådormstjärnor. Inga underarter finns listade i Catalogue of Life.